# Mykolas Alekna
Mykolas Alekna (Vilnius, 2002. szeptember 28. –) Európa-bajnok litván atléta, fő versenyszáma a diszkoszvetés. 2024 áprilisában megdöntötte a diszkoszvetés 1986 óta fennálló világcsúcsát 74,35 méteres dobással.
Édesapja, Virgilijus Alekna kétszeres olimpiai bajnok diszkoszvető. Testvére, Martynas Alekna szintén diszkoszvető.

## Pályafutása
2019-ben részt vett a Bakuban megrendezett európai ifjúsági olimpiai fesztiválon, ahol 9. helyezést ért el. Alekna 2021-ben megnyerte az U20-as Európa-bajnokságot Tallinban és az U20-as világbajnokságot Kenyában.
A felnőtt mezőnyben 2022-ben 19 évesen egy Gyémánt liga versenyen 69,81 métert dobott, ami a valaha volt legjobb 20 éven aluli teljesítmény. Élete első világbajnokságán 2022-ben Eugene-ben ezüstérmes lett. Ezzel ő lett ebben a számban a legfiatalabb világbajnoki éremszerző. Egy hónappal később a müncheni Európa-bajnokságon 69,78 méteres dobással nyert kontinensbajnoki címet.
A 70 méteres álomhatárt 2023 áprilisában tudta túlszárnyalni, egy amerikai versenyen dobott 71,00 méteres dobással. A nyáron megnyerte az U23-as Európa-bajnokságot. Az augusztusi budapesti világbajnokságon pedig Daniel Ståhl és Kristjan Čeh mögött lett bronzérmes.
2024 áprilisában az amerikai Ramonában megdöntötte az atlétika egyik legrégebb óta fennálló világcsúcsát. Jürgen Schult 1986-ban 74,08 méterrel felállított rekordját javította meg 27 cm-rel, az új rekord 74,35 méter lett. Alekna mind a hat dobása 70 méter fölötti volt ezen a versenyen, a világcsúcsot az ötödik kísérletével dobta meg.
A júniusi Európa-bajnokságon 67,48 méteres dobása nem volt elegendő a címvédésre, bronzérmes lett.
2025 áprilisában ismét Ramónában, előbb 74,89, majd 75,46 méterre javította a világcsúcsát.

## Egyéni legjobbjai
| Versenyszám   | Eredmény | Helyszín                          | Időpont           |
| ------------- | -------- | --------------------------------- | ----------------- |
| Diszkoszvetés | 75,56 m  | Ramona, Amerikai Egyesült Államok | 2025. április 13. |